# ウステキヌマブ
ウステキヌマブ（Ustekinumab）は、分子標的治療薬の一つ。ヒト型抗ヒトIL-12/23p40モノクローナル抗体製剤である。日本においては乾癬（尋常性乾癬と関節症性乾癬）、クローン病、潰瘍性大腸炎に対して適応あり。商品名はステラーラ (Stelara)。点滴静注用（130㎎）と皮下注用シリンジ（45㎎）の2種類の製剤がある。

## 効能または効果
- 既存治療で効果不十分な下記疾患
  - 尋常性乾癬、乾癬性関節炎
- 中等症から重症の活動期クローン病の維持療法（既存治療で効果不十分な場合に限る）
- 中等症から重症の潰瘍性大腸炎の維持療法（既存治療で効果不十分な場合に限る）

## 副作用
結核の既往歴がある場合、再活動化する可能性が示されているほか、悪性腫瘍の発現が報告されている。